# DeForest Richards

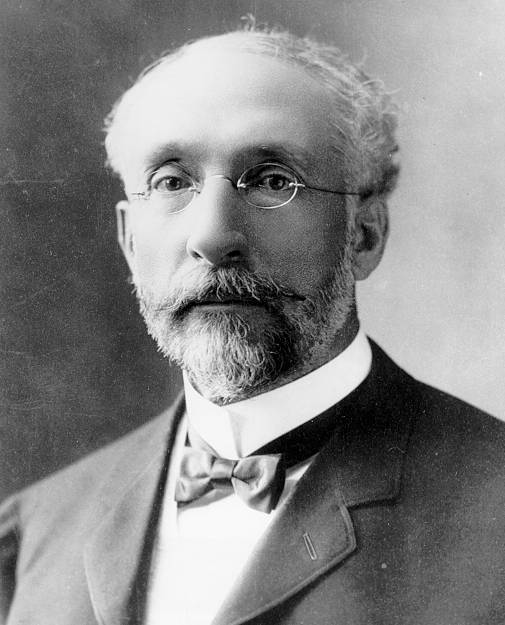
DeForest Richards

DeForest Richards (* 6. August 1846 in Charlestown, New Hampshire; † 28. April 1903) war ein US-amerikanischer Bankier, Farmer und Politiker (Republikanische Partei), der von 1899 bis 1903 fünfter Gouverneur des Bundesstaates Wyoming war.

## Frühe Jahre und politischer Aufstieg
Richards besuchte die Phillips Andover Academy in Massachusetts. Nach dem Amerikanischen Bürgerkrieg nahm er eine aktive Rolle bei der Reconstruction ein. Er war Mitglied der State Legislature von Alabama, dann war er als Sheriff sowie Schatzmeister des Wilcox County, Alabama tätig. 1888 zog er nach Douglas im Wyoming-Territorium, wo er eine Bank und ein Handelsunternehmen einrichtete sowie von 1891 bis 1894 als Bürgermeister tätig war. Ferner vertrat er 1889 Wyoming bei dessen ersten Verfassungskonvent und war eine Amtszeit im Senat von Wyoming tätig.

## Gouverneur von Wyoming
Richards gewann 1898 die Wahl zum Gouverneur von Wyoming und bekleidete das Amt vom 2. Januar 1899 bis zum 28. April 1903. Als Gouverneur befürwortete er die Abtretung von bundeseigenen Land an den Staat und lehnte das bundesstaatliche Verpachten von Land als Weideland ab, stattdessen bevorzugte entweder eignes oder freies. Ferner war er ein Befürworter einer Sozialreform, bemühte sich um staatliche Mittel von der eigenen Legislative für Strafanstalten, ein Heim für Geisteskranke, ein übliches Krankenhaus, eine Schule für Behinderte und ein Heim für Soldaten sowie Seeleute. Er unterstützte den Eisenbahnbau und war als leitender Angestellter für eine Eisenbahngesellschaft tätig, die versuchte die Union Pacific Railroad mit den Bergbaugebieten in Wyoming zu verbinden. Richards verstarb vier Monate nach Antritt seiner zweiten Amtszeit als Gouverneur. Nach seinem Tod wurde er auf dem Lakeview Cemetery in Cheyenne, Wyoming beigesetzt.
Er war mit Elsie Jane Ingersol verheiratet und das Paar hatte zwei gemeinsame Kinder.